# Bimeria cerulea
Bimeria cerulea är en nässeldjursart som beskrevs av Clarke 1882. Bimeria cerulea ingår i släktet Bimeria och familjen Bougainvilliidae. Inga underarter finns listade i Catalogue of Life.